# Mohamed Latif
Mohamed Latif (23 de outubro de 1909 - 17 de março de 1990) foi um futebolista e treinador egípcio que jogava como atacante.

## Carreira

### Copa de 1934
Durante sua carreira, ele jogou no Al-Zamalek. Ele foi convocado para a histórica Seleção Egípcia de Futebol na Copa do Mundo FIFA de 1934..

### Rangers
Pós-copa os olheiros do Rangers e o treinador James McCrae o levaram para a Escócia, porém, acabou atuando pouco na Liga Escocesa, e ainda disputou os Jogos Olímpicos de 1936, pela seleção natal.

## Ligações Externas
- Perfil em Fifa.com (em inglês)